# Alexander Haindorf

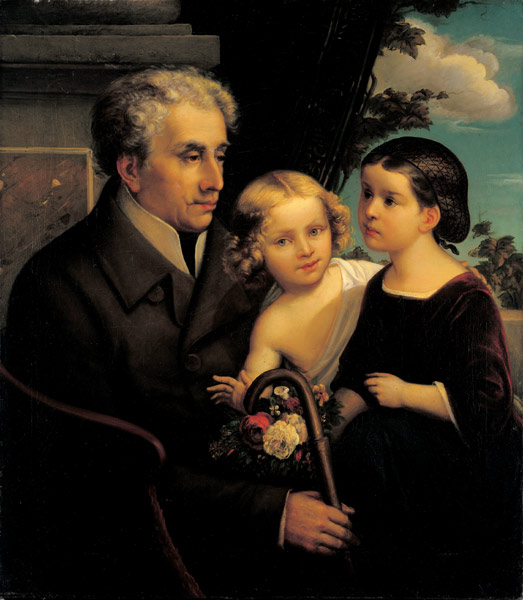
Alexander Haindorf und seine Enkelkinder Robert und Agnes (Gemälde von Caspar Görke, 1854, heute im LWL-Museum für Kunst und Kultur in Münster)

Alexander Haindorf (* 2. Mai 1784 in Lenhausen (heute Finnentrop); † 16. Oktober 1862 auf Gut Caldenhof bei Hamm) war Mediziner, jüdischer Reformer, Psychologe, Universitätsdozent, Publizist, Kunstsammler und Mitgründer des Westfälischen Kunstvereins.

## Herkunft und Ausbildung
Haindorf wurde als Hirsch-Alexander (hebr. Zwi Nessannel) als Sohn eines Kaufmanns geboren. Erst im Jahr 1808 nahm er den Namen Haindorf an. Durch die strenggläubigen Eltern wurde er zunächst für die Laufbahn eines Rabbiners vorgesehen, daher war seine Kindheit und frühe Jugend von Talmudstudien bestimmt. Schon früh erfuhr er die Ablehnung der jüdischen Bevölkerung durch die katholische Mehrheitsgesellschaft. Nach dem Tod seiner Eltern wuchs er zunächst bei den Großeltern in Hamm auf. Diese versuchten ihn zu einem kaufmännischen Beruf zu drängen und sein wissenschaftliches Interesse zu unterdrücken. Einige Zeit später kam er in das Haus des liberalen Obervorstehers der jüdischen Gemeinden in der Grafschaft Mark Anschel Hertz. Dieser ermöglichte Haindorf als erstem Juden überhaupt den Besuch des Gymnasiums Hammonense. Anschließend studierte Haindorf Medizin, Psychologie und Philosophie in Würzburg, Jena und Heidelberg. Daneben hörte er zahlreiche Vorlesungen aus anderen Fachgebieten, insbesondere aus dem Umfeld der Geschichtswissenschaften. Im Jahr 1810 schloss er sein Studium mit einer preisgekrönten Promotionsarbeit ab. Im folgenden Jahr habilitierte er sich mit einer Schrift über die Pathologie und Therapie der Gemüts- und Geisteskrankheiten.

## Medizinische und psychologische Lehrtätigkeit
Anschließend begann er als erster jüdischer Privatdozent mit Vorlesungen in Heidelberg. Als Haindorf eine Anstellung als Universitätsprofessor, nicht nur aus sachlichen, sondern religiösen Gründen, verweigert wurde, verließ er 1812 die Universität und ging bis 1814 auf eine Studienreise nach Frankreich. Dort besuchte er vor allem Irren- und Armenanstalten. Über die Ergebnisse verfasste Haindorf ein Buch. Nach seiner  Rückkehr nach Deutschland hielt er zunächst psychologische Vorlesungen in Göttingen und trat 1815 in den preußischen Militärdienst als Lazarettarzt in Wesel ein. Nach seiner Versetzung nach Münster begann er auch dort zunächst an der Universität Münster und nach deren Schließung an der Chirurgischen Lehranstalt zu unterrichten. Eine Anstellung als Professor wurde ihm auf Grund seines Judentums verweigert. Daher eröffnete er eine gerade auch beim westfälischen Adel beliebte Praxis als Nervenarzt.

## Verfechter der Emanzipation der jüdischen Bevölkerung

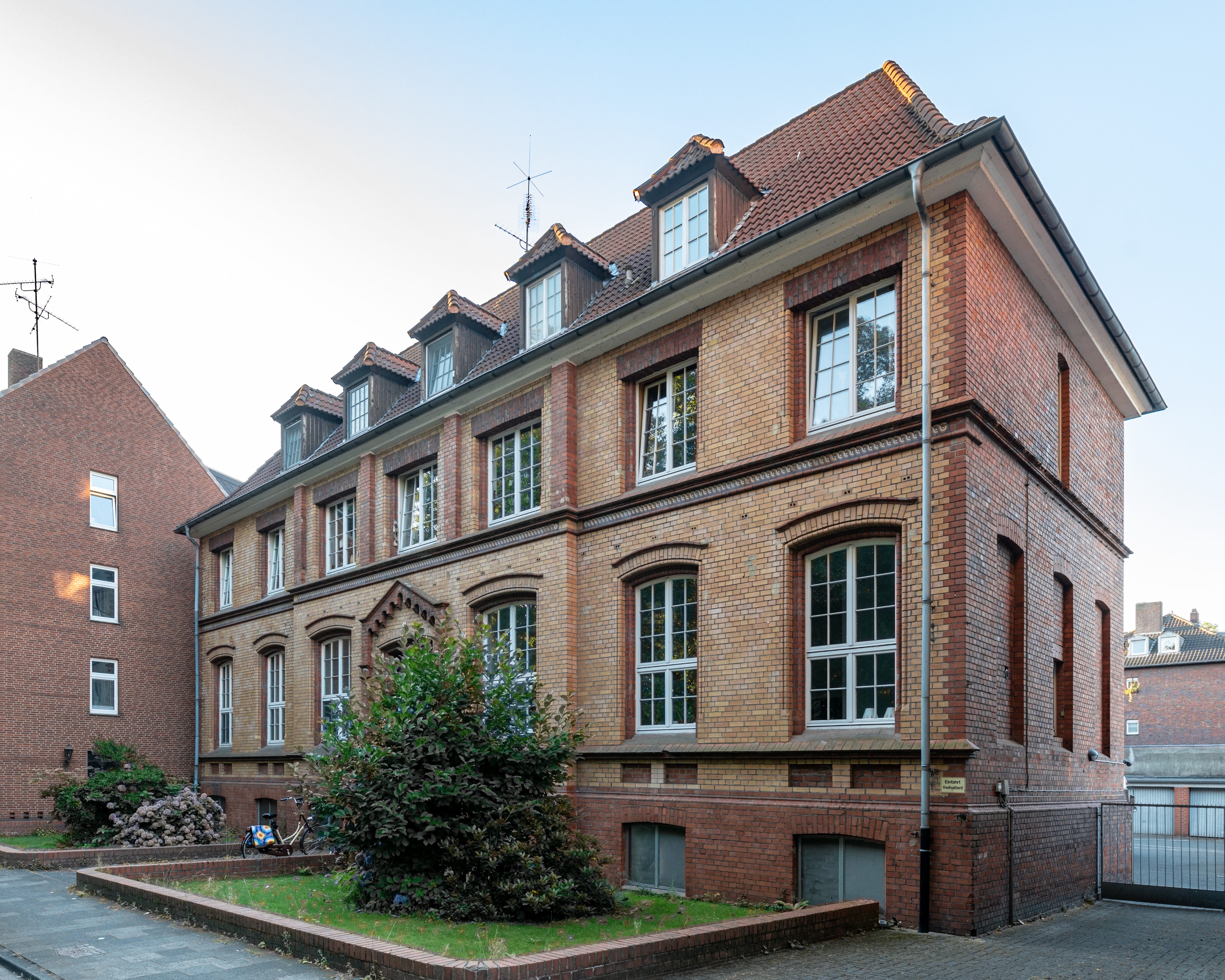
Ehemaliges Gebäude der Marks-Haindorf-Stiftung in Münster

Haindorf war Verfechter der Judenemanzipation – er selbst sprach von Amalgamisierung der jüdischen und christlichen Kultur. Im Jahr 1822 wurde Haindorf  Mitglied des reformorientierten Verein für Cultur und Wissenschaft der Juden in Berlin. Einige Jahre später gründete er zusammen mit seinem Schwiegervater, dem Kaufmann Elias Marks, in Hamm den „Verein zur Beförderung von Handwerken unter den Juden und zur Errichtung einer Schulanstalt, worin arme und verwaisete Kinder unterrichtet und künftige jüdische Schullehrer gebildet werden sollen.“ Ziel war die Einbindung der Juden in die bürgerliche Gesellschaft, um so schließlich Toleranz für die Juden selbst zu erreichen. Die zur Lehrerausbildung angeschlossene Musterschule folgte pädagogisch einem ganzheitlichen Ansatz. Dazu gehörten die Einbeziehung der musisch-sportlichen Erziehung und auch Koedukation. Die Schulanstalt versuchte Humanität, praktische Toleranz und preußischen Patriotismus zu vermitteln. Der gute Ruf führte dazu, dass bis 1839 gerade auch hohe, nach Münster versetzte protestantische Beamte ihre Kinder in die Schule schickten. Der Verein wurde von Oberpräsident Ludwig von Vincke unterstützt und seine Zuständigkeit wurde zunächst auf die Regierungsbezirke Münster und Arnsberg und nach dem Zusammenschluss mit einem ähnlichen Verein in Minden auf die gesamte Provinz Westfalen und später auch auf die Rheinprovinz ausgedehnt. Haindorf blieb bis zu seinem Tod Vorsitzender des Vereins. Anschließend wurde dieser in die Marks-Haindorf-Stiftung umgewandelt.

## Kunstkenner und Publizist

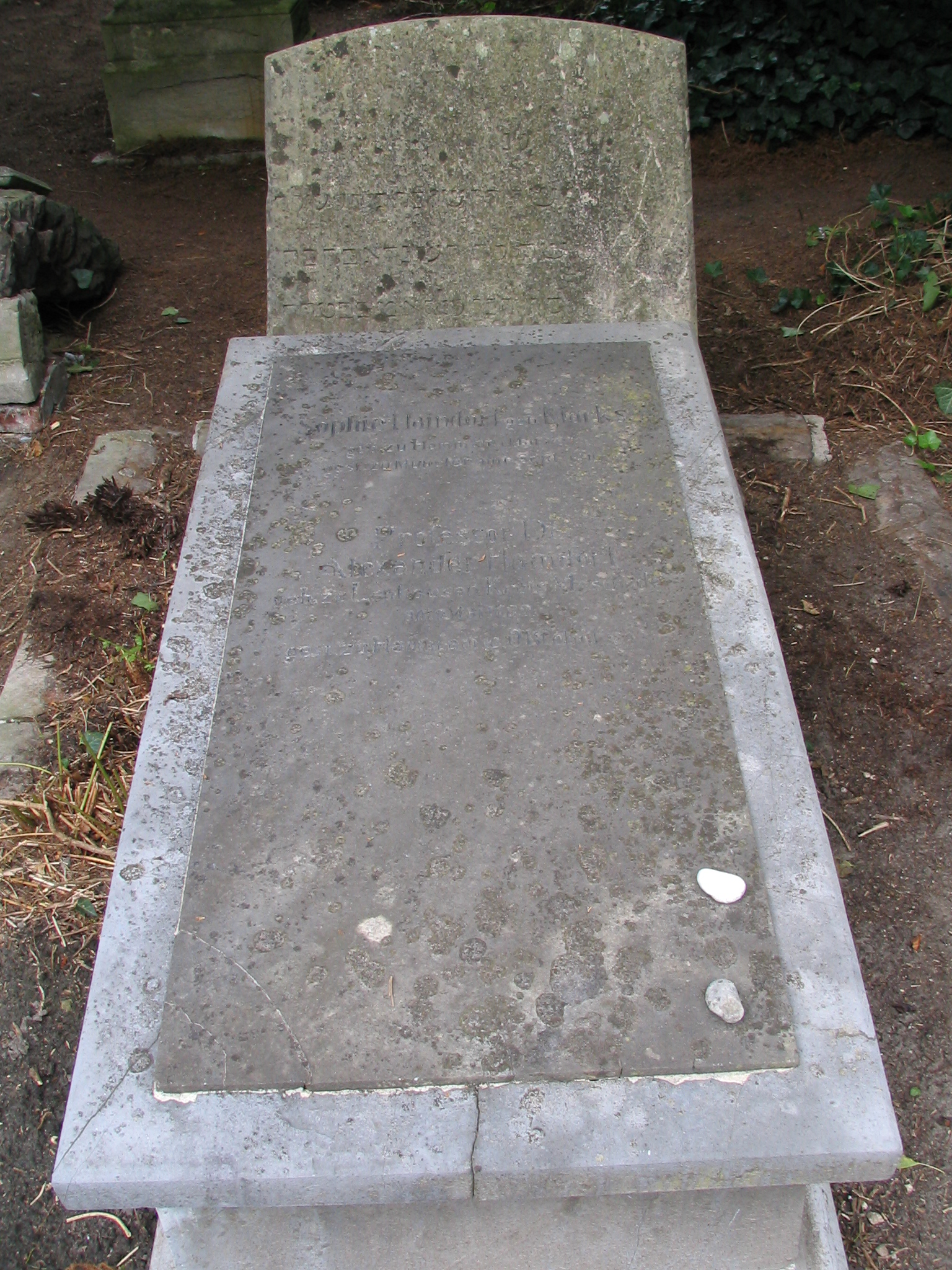
Grab von Alexander Haindorf auf dem jüdischen Friedhof Münster

Über diese Tätigkeit hinaus war Haindorf Mitglied zahlreicher nichtjüdischer Vereine in Münster und Westfalen. 1829 war er im Vorstand des Kunstvereins für die Rheinlande und Westfalen tätig. Im Jahr 1831 war er Mitbegründer des Westfälischen Kunstvereins. Als Kunstkenner sammelte Haindorf im Laufe seines Lebens etwa 400 Gemälde, Plastiken und Kleinkunstwerke vor allem altdeutscher und altniederländischer Meister. Das letzte von ihm erworbene Werk war die Mitteltafel des Fröndenberger Altars. Die Sammlung wurde zu einem wichtigen Grundstock des Landesmuseums Münster. Der Fröndenberger Altar ist seit 1950 im Besitz des Museums für Kunst und Kulturgeschichte in Dortmund. Außerdem war Haindorf ein produktiver Publizist. Anfänglich schrieb er vor allem über medizinische Themen, später wandte er sich populärwissenschaftlichen historischen Darstellungen zu. So verfasste er als „historisches Lesebuch für Frauen und Mädchen aus den gebildeten Ständen“ eine Geschichte der Deutschen (Hamm 1821), eine Geschichte Spaniens und Portugals (1830) sowie eine Geschichte Italiens (1835). Die letzten Jahre verbrachte er bei seiner Tochter in Hamm.

## Andenken
Begraben wurde Hainsdorf auf dem jüdischen Friedhof in Münster. Sein Leben und Wirken wird im Jüdischen Museum Westfalen dargestellt. Im Oktober 2010 übergaben Haindorfs Nachfahren dessen aus 2861 Büchern bestehende Bibliothek an die Universitäts- und Landesbibliothek Münster (ULB).